# 奥莱鲁什
奥莱鲁什（葡萄牙語：Oleiros，葡萄牙語發音：[oˈlɐjɾuʃ] ⓘ）是葡萄牙布朗庫堡區的市镇，位於該國中部，始建於1233年，面積471.09平方公里，2011年人口5,721，人口密度每平方公里12人。